# Monterey-Kiefer
Die Monterey-Kiefer (Pinus radiata) ist eine Pflanzenart aus der Gattung der Kiefern (Pinus), die im Handel auch als Radiata-Kiefer bezeichnet wird. Das Kurzzeichen als Handelsholz nach DIN EN 13556 ist PNRD.

## Beschreibung
Die Monterey-Kiefer ist ein immergrüner Baum, der in seinem Heimatgebiet und in kälteren Zonen Wuchshöhen von bis zu etwa 40 Meter erreicht, an anderen Standorten noch weitaus höher. Die Krone ist glänzendgrün aus der Nähe, wirkt aus der Entfernung jedoch schwarzgrün. Die etwa 10 cm langen Nadeln stehen dicht in Dreierbüscheln; sie sind sehr dünn und glänzend grün.
Die Zapfen sind etwas eiförmig und an der Basis deutlich unsymmetrisch und stehen meist quirlig in Dreier- bis Fünfergruppen um den Zweig. Sie öffnen sich vorwiegend bei großer Hitze, sodass die Art zu den Pyrophyten gerechnet wird, die von Bränden gefördert werden.
Die Chromosomenzahl beträgt 2n = 24.

## Vorkommen und Wachstum
Das natürliche Vorkommen der Monterey-Kiefer beschränkt sich auf ein sehr kleines Gebiet um Monterey und Cambria in der Küstenregion Kaliforniens.
Sie kommt außerdem in Mexiko auf den Inseln Guadalupe und Isla de Cedros vor. Vermutlich wurde die Monterey-Kiefer während eines eiszeitlichen Klimasturzes aus ihrer ehemals wohl viel großflächigeren Heimat in dieses Küstengebiet gedrängt und konnte hier nur knapp der endgültigen Ausrottung entkommen. Dass ihr die klimatischen oder die Bodenbedingungen im Gebiet um Monterey nicht besonders liegen, schließt man aus dem Umstand, dass diese Kiefer dort eine relativ normale Wachstumsgeschwindigkeit aufweist. Beim forstwirtschaftlichen, kommerziellen Anbau vor allem in Neuseeland, Chile, Südafrika und anderen Ländern (auch kleinere Bestände in Europa) hat sie sich dagegen als die schnellwüchsigste aller etwa 115 Kiefernarten überhaupt erwiesen. An vielen dieser „neuen“ Standorte zeigt sich die Monterey-Kiefer zudem als anspruchslos gegenüber Bodenbeschaffenheit und Sommerfeuchtigkeit.
Bäume in Neuseeland erreichten bereits im Alter von 40 Jahren eine Wuchshöhe von 60 Meter und Zuwachs im Stammquerschnitt von 20 bis 30 mm pro Jahr. In Mitteleuropa ist die Monterey-Kiefer dagegen nicht genügend winterhart.

## Systematik
Pinus radiata wurde 1836 von David Don in der Zeitschrift "Transactions of the Linnean Society of London", Band 17, Seite 442 erstbeschrieben.
Man kann zwei Varietäten unterscheiden:
- Pinus radiata var. binata (Engelm.) Lemmon (Syn.: Pinus insignis var. binata Engelm., Pinus muricata var. cedrosensis J.T.Howell, Pinus radiata f. guadalupensis J.T.Howell): Sie kommt nur in Mexiko auf den Inseln Guadalupe und Isla de Cedros vor.[3]
- Pinus radiata var. radiata (Syn.: Pinus rigida Hook. & Arn., Pinus tuberculata D.Don, Pinus insignis Douglas ex Loudon): Sie kommt in Kalifornien vor.[3]

## Verwendung
- Aufgrund ihres schnellen Wachstums wurde die Monterey-Kiefer nach Bränden in einigen Waldstücken der Mittelmeerregion zur schnellen Aufforstung und als rascher Schutz gegen Erosion gepflanzt. Auch in Südafrika und Australien wurde sie zur Aufforstung eingesetzt, in Neuseeland zur kommerziellen Holzgewinnung. In Südafrika zählt die Monterey-Kiefer jedoch mittlerweile zu den Pflanzenarten, die als problematisch angesehen werden. Die Monterey-Kiefer dringt nicht nur in das Fynbos vor, sondern beeinflusst auch den Wasserhaushalt negativ. Programme wie das südafrikanische Working for Water zielen daher auf die Entfernung unter anderem dieser Baumart ab.[4]
- Die Monterey-Kiefer erbringt im forstlichen Anbau den vier- bis fünffachen Holzertrag gegenüber der Gemeinen Kiefer.
- Sie liefert ein mittelgutes Nutzholz, das seine hauptsächliche Verwendung für Verpackungszwecke (Paletten u. ä.), Papier und Zellstoff findet.
- Sie findet als modifiziertes Holz (künstliche Acetylierung sowie Behandlung mit Furfurylalkohol) Verwendung in Außenbauteilen, da sie dann eine deutlich verbesserte Dauerhaftigkeit aufweist.

## Bilder

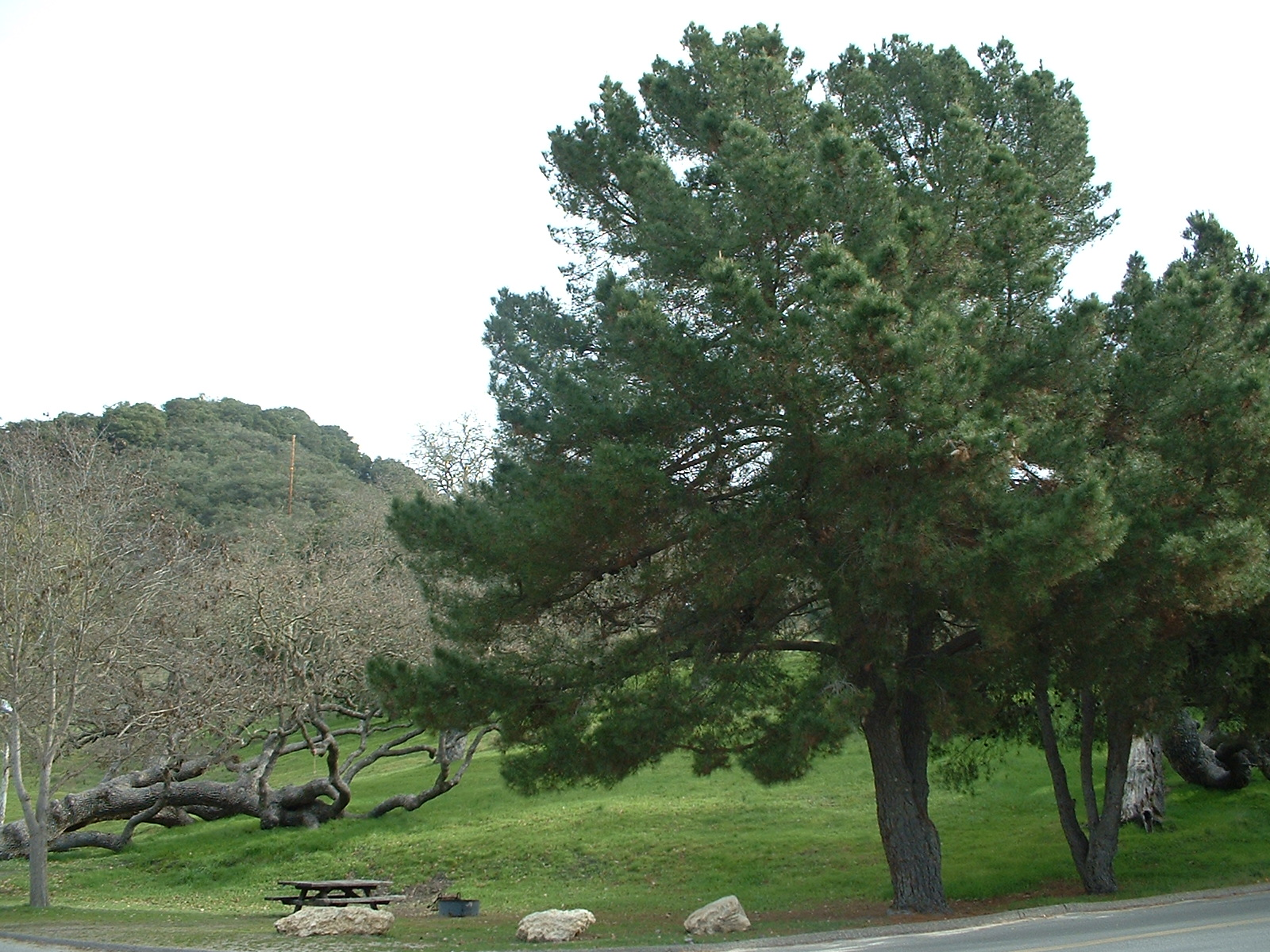
Frei stehende Monterey-Kiefer in den USA
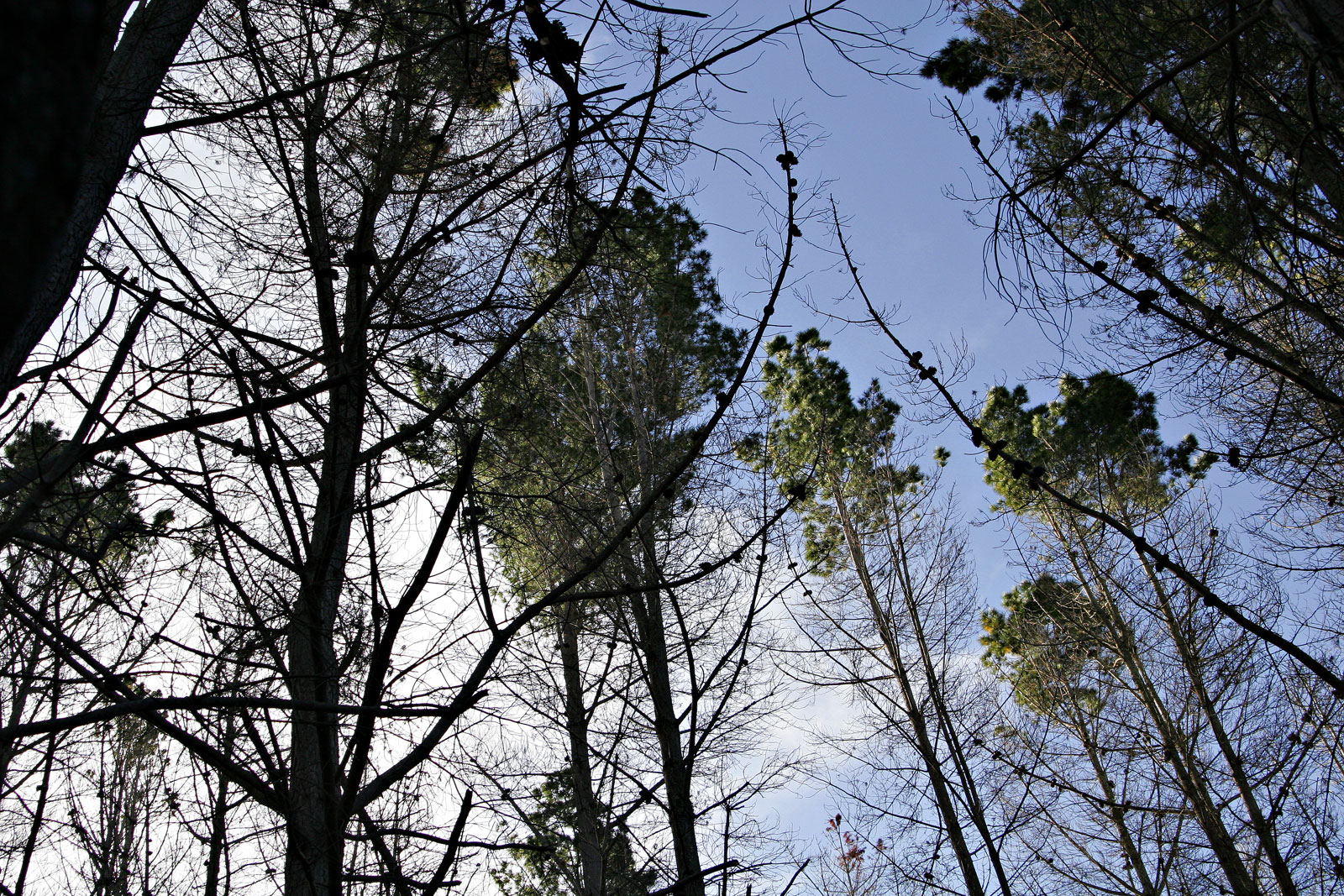
Forstlich kultivierte Monterey-Kiefer in Australien